# Proces Van Dyke

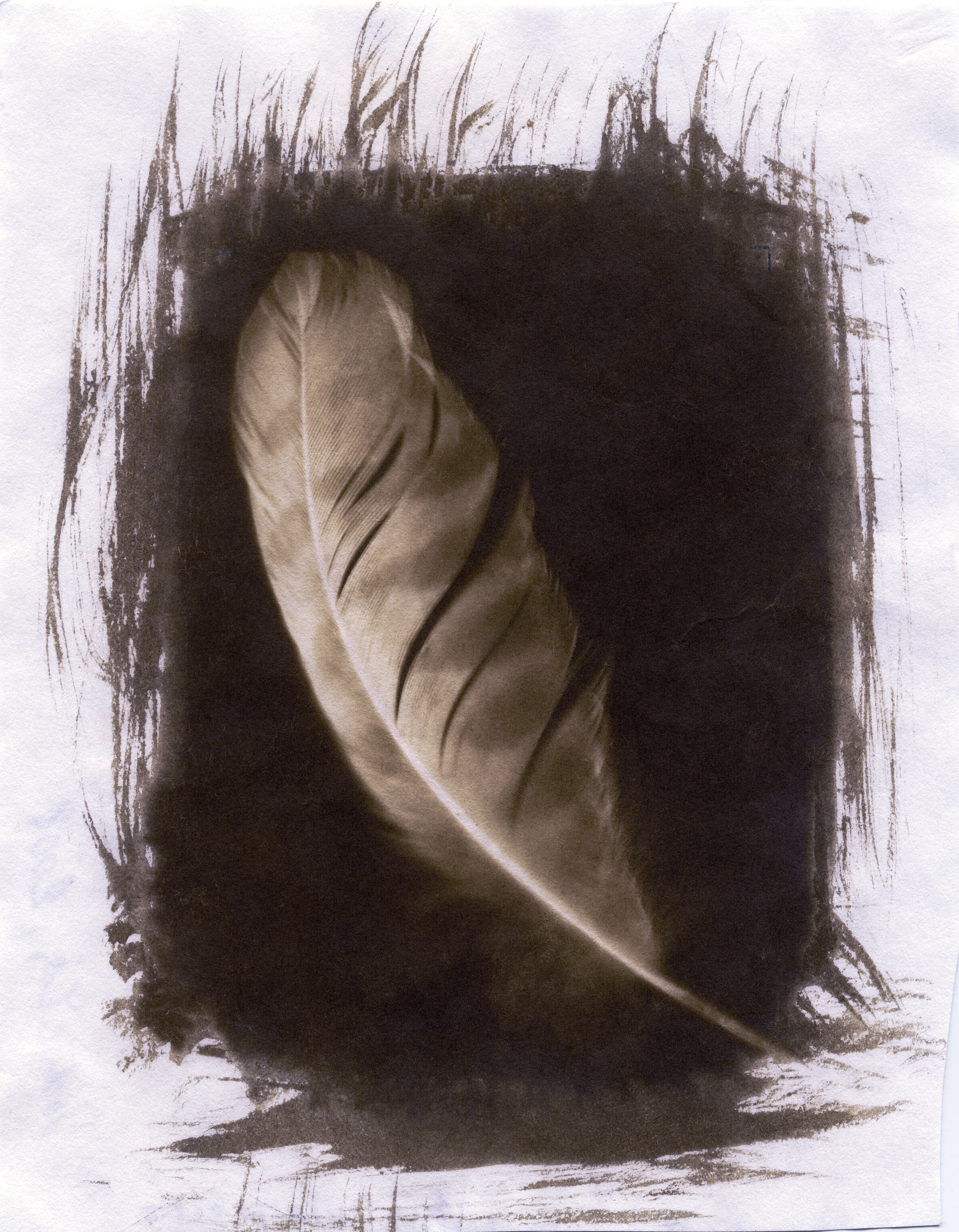
Fotogram pírka kopírovací technikou Van Dyke.

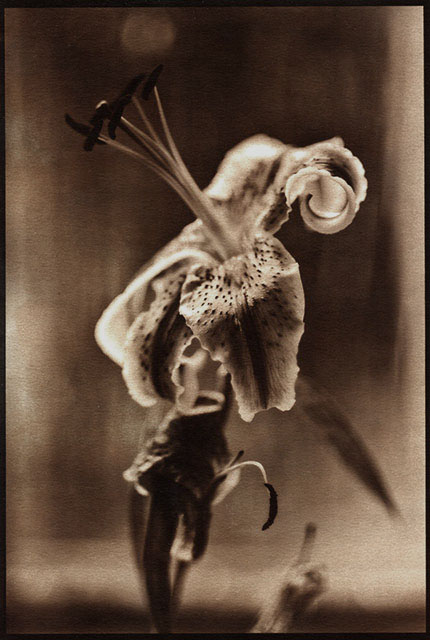
Fotografie lilie technikou Van Dyke.

Proces Van Dyke, nazývaný též brownprint nebo tisk Van Dyke, je historická fotografická technika, jejímž výsledkem je obraz s charakteristickým sépiovým tónem. Jedná se o kopírovací metodu využívající světlocitlivosti železitých solí. Proces byl vyvinut během 19. století a později pojmenován na počest vlámského malíře Anthona van Dycka.

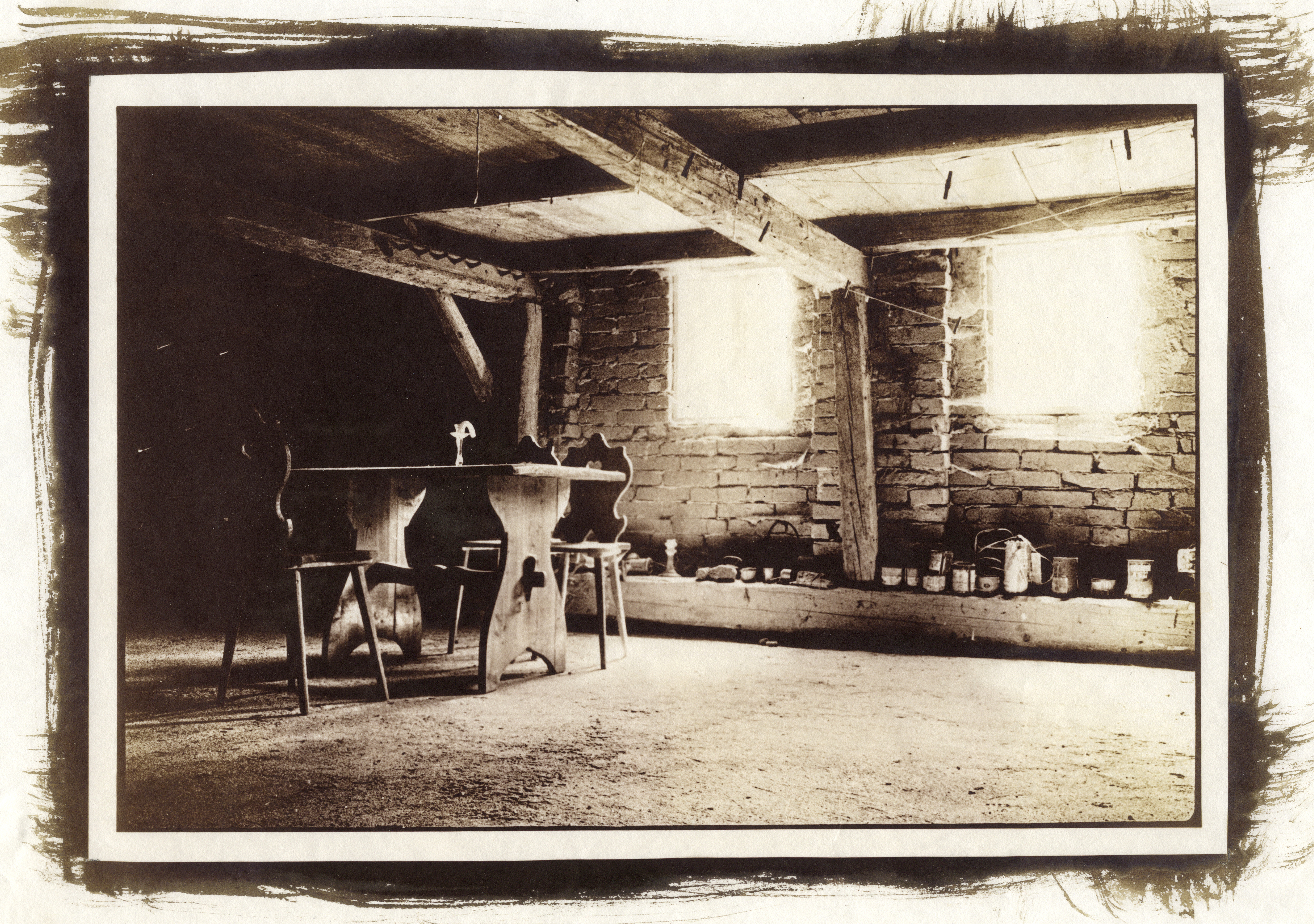
Kopie negativu z folie technikou Van Dyke.

## Historie a princip
Základní princip procesu popsal již v roce 1842 John Herschel v souvislosti s argentotypií, chrysotypií a kyanotypií. Proces byl později rozpracován Arndtem & Troosem a v roce 1894 patentován v Německu.
Základním principem metody je redukce železitých iontů (Fe³⁺) ve formě citronanu amonno-železitého pomocí ultrafialového záření na ionty železnaté (Fe²⁺), které následně redukují stříbrné ionty (Ag⁺) na kovové stříbro (Ag), jež vytváří obraz. Princip metody je velmi podobný kallitypii (se kterou bývá proces Van Dyke někdy zaměňován), která však ve zcitlivovací směsi místo citronanu amonno-železitého používá šťavelan železitý.

## Technický postup

### Zcitlivovací roztok
Příprava cca 100 ml zcitlivovacího roztoku, který by měl vystačit na 100 kopií formátu 9 x 13 cm.
Roztok 1: Citronan amonno-železitý  10 g + destilovaná voda 35 ml
Roztok 2: Kyselina vinná 1,5 g + destilovaná voda 35ml
Roztok 3: Dusičnan stříbrný 4 g + destilovaná voda 35 ml
Roztok 1 přidáme k roztoku 2. Dobře zamícháme. Nakonec přidáme roztok 3. S výslednou zcitlivovací směsí je nutno nakládat opatrně, a to zejména kvůli toxicitě dusičnanu stříbrného. Směs zůstává aktivní i několik měsíců pokud ji skladujeme ve tmavé láhvi v chladu a bez přístupu vzduchu. 

### Expozice
Zcitlivovací roztok se štětcem nanese na papír (stačí jedna vrstva), přičemž pracovat lze za svitu klasické žárovky s wolframovým vláknem. Po uschnutí nanesené vrstvy se přes vybraný negativ exponuje UV světlem.
Výsledný obraz závisí, mimo jiné, na kvalitě použitého papíru. Vedle papíru je možné roztok nanášet i na jiné materiály, např. přírodní tkaniny (bavlna, len) nebo dřevo.
Pro expozici je nejsnazší použít UV lampu, protože známe a můžeme regulovat intenzitu světla a expozice trvá v řádu minut. Alternativně je však možné vystavit obraz při expozici slunečnímu svitu, protože také obsahuje UV složku, avšak doba exponování je v takovém případě delší a může značně kolísat.

### Vyvolání a ustalování
Pro vyvolání obrazu není potřeba žádný speciální roztok, ale jako vývojka stačí obyčejná voda. Při vyvolávání, které trvá asi 2 minuty, se vodou vymývá nevyužitý dusičnan stříbrný i železité soli. Vodu je dobré vyměnit alespoň dvakrát.
Následné ustalování probíhá asi půl minuty v 3% roztoku thiosíranu sodného. Během ustalování dochází k charakteristickému hnědému (sépiovému) zbarvení obrazu.  Na závěr dochází k půlhodinovému vypírání zbytků ustalovače ve vodě.

### Tónování
Výsledné kopiie z Van Dykova procesu lze nechat jak jsou, ale je možné je také dále tónovat. Za tímto účelem se používají tónovače obsahující zlato (např. chlorid zlatitý), platinu (např. chlorplatnatan draselný) nebo palladium (chlorid palladnatý). Použití tónovačů může mít různé výhody. Výsledkem tónování např. platinou, je obraz podobný platinotipii, ale za nižší cenu a zároveň trvanlivější než z Van Dykova procesu.
Dalším přístupem při tónování je použití zesilovače, kterým můžeme získat obraz s vyšším kontrastem a chladnějším tónem. Takový obraz se exponuje zhruba poloviční dobu a po vyvolání a ustálení se obraz vloží do roztoku zesilovače, který lze vyrobit smícháním roztoku A (1 g hydrochinonu + 3 g kyseliny citrónovové v 1 litru vody) s roztokem B (3 g dusičnanu stříbrného ve 100 ml vody). Na závěr je nutno zesilovač vymývat alespoň půl hodiny vodou.